# Трэш-ток
Трэш-ток (англ. trash-talk — грязная болтовня) — высказывания в адрес соперника, чаще оскорбительного характера, призванные вывести оппонента из равновесия, одна из форм хвастовства или оскорбления в соревновательных ситуациях, например, в спорте и многопользовательских играх. Часто применяется, чтобы запугать противника, но также используется в шутливой манере. Трэш-ток характеризуется использованием гипербол и образного языка, например, «Ваша команда не умеет бегать! Да ты в защите вообще никакой!». Обычно используются каламбуры и игра слов.
Совершенное владение трэш-током порой влияет на исход того или иного матча. Даже самый примерный спортсмен в пылу борьбы не всегда бывает способен удержаться от пары-тройки грубых комментариев в адрес соперника.
Трэш-ток широко использовался чемпионом в супертяжёлом весе боксёром Мухаммедом Али в 1960-х и 1970-х годах. В 1963 году Али даже выпустил популярный альбом «Я — величайший!», состоящий в основном из стихотворений в стиле трэш-ток. С тех пор трэш-ток стал обычным явлением в боксе, рестлинге, баскетболе и других видах спорта.
Популярный актёр Дуэйн Джонсон во времена своей карьеры в рестлинге имел образ харизматичного трэш-токера. В 2020 году словарь Dictionary.com признал слово англ. jabroni (означает «глупого, бестолкового или презренного человека»), которое популяризировали Джонсон и Железный Шейх.
Бывший чемпион UFC в полулёгком и лёгком весе Конор Макгрегор является более свежим примером выдающегося трэш-толкера. Многие считают его величайшим трэш-толкером в истории ММА.

## Этика
Этичность использования трэш-тока в качестве стратегии является предметом споров. В спорте трэш-ток часто рассматривается как неспортивное поведение, поскольку бросание оскорблений в адрес игроков соперника выходит за рамки и условности игры. С другой стороны, некоторые утверждают, что трэш-токинг может быть использован в качестве правильной стратегии, чтобы усилить напряжение соперников и таким образом извлечь выгоду из плохой игры оппонентов, поскольку любое действие, прямо не запрещённое правилами, разрешено. В поп-ММА, особенно в случае фрик-боёв, трэш-ток считается допустимым и в определённых рамках даже желательным поведением спортсменов, поскольку подогревает интерес публики.